# Samariscus huysmani
Samariscus huysmani är en fiskart som beskrevs av Weber, 1913. Samariscus huysmani ingår i släktet Samariscus och familjen Samaridae. IUCN kategoriserar arten globalt som otillräckligt studerad. Inga underarter finns listade i Catalogue of Life.